# Thelephora tenuis
Thelephora tenuis är en svampart som beskrevs av BURT 1931. Thelephora tenuis ingår i släktet vårtöron och familjen Thelephoraceae.   Inga underarter finns listade i Catalogue of Life.